# All Eternals Deck
All Eternals Deck – trzynasty album amerykańskiej grupy indierockowej The Mountain Goats. Został wydany 29 marca 2011 roku przez Merge Records. Album utrzymany jest w klimacie zaangażowanego indie rocka z elementami folku i opowiada historie związane z fikcyjną talią kart. Osiągnął najwyższą w historii zespołu 72. pozycję na Billboard 200.

## Lista utworów
Wszystkie utwory skomponował John Darnielle.
| 1.  | Damn These Vampires     | 3:25  |
|     |                         |       |
| 2.  | Birth of Serpents       | 3:08  |
|     |                         |       |
| 3.  | Estate Sale Sign        | 2:47  |
|     |                         |       |
| 4.  | Age of Kings            | 4:13  |
|     |                         |       |
| 5.  | The Autopsy Garland     | 2:50  |
|     |                         |       |
| 6.  | Beautiful Gas Mask      | 3:52  |
|     |                         |       |
| 7.  | High Hawk Season        | 2:56  |
|     |                         |       |
| 8.  | Prowl Great Cain        | 3:15  |
|     |                         |       |
| 9.  | Sourdoire Valley Song   | 3:38  |
|     |                         |       |
| 10. | Outer Scorpion Squadron | 2:31  |
|     |                         |       |
| 11. | For Charles Bronson     | 3:01  |
|     |                         |       |
| 12. | Never Quite Free        | 3:30  |
|     |                         |       |
| 13. | Liza Forever Minnelli   | 3:20  |
|     |                         |       |
|     |                         | 42:26 |
|     |                         |       |
Na koncertach zespołu była także dostępna wydana w limitowanym nakładzie kaseta All Survivors Pack, zawierająca wersje demo utworów z All Eternals Deck oraz inne utwory.

## Personel
- John Darnielle – wokal, gitara, instrumenty klawiszowe
- Peter Hughes – gitara basowa, wokal wspierający
- Jon Wurster - perkusja
- Yoed Nir - wiolonczela
- Yuval Semo - organy, instrumenty strunowe
- Bob Barone - steel gitara
- Brandon Eggleston - produkcja, miksowanie
- Erik Rutan - produkcja
- John Congleton - produkcja, miksowanie
- Scott Solter - produkcja, miksowanie
- Brent Lambert - mastering
- Marc Bessant - projekt graficzny
- Artbeats - fotografie